# Tschornoje-See
Der Tschornoje-See (russisch Озеро Чёрное, „schwarzer See“) ist ein Kratersee im äußersten Norden der Kurilen-Insel Onekotan.
Der Tschornoje-See befindet sich im nordöstlichen Teil der jüngsten Caldera des Schichtvulkans Nemo. Der 5,1 km lange und maximal 1,5 km breite See besitzt eine sichelförmige Gestalt. Seine Wasserfläche beträgt 5,4 km². Sein Einzugsgebiet umfasst 20,8 km². Der See besitzt keinen oberflächigen Abfluss. Das Meer ist am nordwestlichen Seeende lediglich 750 m entfernt. Der 1018 m hohe Gipfel des Nemo erhebt sich 2 km südlich des Sees. Dessen Lavaströme bilden das Südwestufer des Sees.

## Fischfauna
In dem abflusslosen See wurde eine im Jahr 2000 von Vasil'eva & Stygar erstbeschriebene Saiblingsart entdeckt – Salvelinus gritzenkoi. Deren Artstatus ist noch umstritten, da sie auch lediglich eine Form des Salvelinus malma-Komplexes sein könnte.